# Cedusa digitata
Cedusa digitata är en insektsart som beskrevs av Caldwell 1944. Cedusa digitata ingår i släktet Cedusa och familjen Derbidae. Inga underarter finns listade i Catalogue of Life.